# Micrurus stewarti
Micrurus stewarti är en ormart som beskrevs av Barbour och Amaral 1928. Micrurus stewarti ingår i släktet korallormar, och familjen giftsnokar. Inga underarter finns listade i Catalogue of Life.
Denna orm förekommer i centrala Panama. Arten lever i låglandet och i kulliga områden upp till 850 meter över havet. Habitatet utgörs av fuktiga skogar. Ibland besöker Micrurus stewarti angränsande landskap. Individerna gräver i lövskiktet och i det översta jordlagret. Honor lägger ägg.
Några exemplar dödas av personer som inte vill ha giftiga ormar nära sin bostad. IUCN listar arten som livskraftig (LC).